# Дил, Лэнс
Лэнс Эрл Дил (англ. Lance Earl Deal; род. 21 августа 1961, Ривертон, Вайоминг) — американский легкоатлет, специалист по метанию молота. Выступал за сборную США по лёгкой атлетике в 1980-х и 1990-х годах, обладатель серебряной медали Олимпийских игр в Атланте, чемпион Игр доброй воли, двукратный чемпион Панамериканских игр, девятикратный чемпион США, действующий рекордсмен Северной Америки.

## Биография
Лэнс Дил родился 21 августа 1961 года в городе Ривертон, штат Вайоминг.
Во время учёбы в старшей школе Natrona County High School в Каспере играл в футбол, занимался борьбой и лёгкой атлетикой. Продолжил спортивную карьеру в Университете штата Монтана, выступал за местную легкоатлетическую команду на различных студенческих соревнованиях. Так, в 1984 году на чемпионате Национальной ассоциации студенческого спорта (NCAA) занял восьмое место в метании диска.
В 1988 году в метании молота выиграл серебряную медаль на чемпионате США в Индианаполисе и удостоился права защищать честь страны на летних Олимпийских играх в Сеуле — здесь на предварительном квалификационном этапе метнул молот на 73,66 метра, чего оказалось недостаточно для выхода в финал.
В 1989 году среди прочего впервые одержал победу на чемпионате США в метании молота, стал вторым на Кубке мира в Барселоне.
В 1990 году занял пятое место на Играх доброй воли в Сиэтле.
В 1991 году выступил на чемпионате мира в Токио, в финал не вышел.
В 1992 году с результатом 76,84 стал седьмым на Олимпийских играх в Барселоне, был третьим на Кубке мира в Гаване.
В 1993 году показал девятый результат на чемпионате мира в Штутгарте.
В 1994 году отметился победой на Играх доброй воли в Санкт-Петербурге, стал вторым на Кубке мира в Лондоне.
В 1995 году победил на Панамериканских играх в Мар-дель-Плате, был пятым на чемпионате мира в Гётеборге.
В 1995 году установил мировой рекорд в метании веса в помещении (25,86 м).
В 1996 году принимал участие в Олимпийских играх в Атланте — в финале с результатом 81,12 завоевал серебряную награду, уступив только венгру Балажу Кишу. Позднее на Финале Гран-при IAAF в Милане превзошёл всех соперников и установил ныне действующий рекорд Северной Америки в метании молота — 82,52 метра.
В 1998 году выиграл серебряную медаль на Играх доброй воли в Нью-Йорке, пропустив вперёд лишь россиянина Василия Сидоренко.
В 1999 году был лучшим на Панамериканских играх в Виннипеге, выступил на чемпионате мира в Севилье.
В 2000 году участвовал в Олимпийских играх в Сиднее, метнул молот на 75,61 метра и в финал не вышел.
В 2002 году одержал победу на чемпионате США в Пало-Алто, став таким образом девятикратным чемпионом страны в метании молота.
Впоследствии проявил себя как тренер и спортивный функционер, в течение многих лет работал с легкоатлетической командой Орегонского университета.
За выдающиеся достижения введён в Зал славы спорта Вайоминга (2002), Зал славы спорта Орегона (2007), Зал славы лёгкой атлетики США (2014).